# Орлов Іван Іванович (художник)
Іван Іванович Орло́в (13 жовтня 1875, Новоандрєєво — 10 вересня 1950, Полтава) — український радянський художник і педагог; член Асоціації художників революційної Росії у 1926—1927 роках, Асоціації художників Червоної України у 1927—1930 роках та Спілки радянських художників України з 1945 року.

## Біографія
Народився 1 (13) жовтня 1875 року в селі Новоандрєєвому (нині присілок у Тихвінському районі Ленінградської області, Росія) у багатодітній сім'ї управителя поміщицького маєтку. Після смерті батька у 1880 році виховувався у родині свого дядька в селі Марковому, а через п'ять років потрапив до притулку для сиріт у Санкт-Петербурзі. У чотирнадцятирічному віці почав працювати учнем складальника Санкт-Петербурзької синодальної типографії. Одночасно з роботою відвідував дворічну вечірню школу друкарської справи Імператорського Російського технічного товариства та Рисувальну школу Товариства заохочування мистецтва. Потім перейшов навчатися до «Майстерні малярства і рисування академіка Льва Дмитрієва-Кавказького».
З 1896 року працював у складі груп художників на підрядних роботах, зокрема виконував замовлення Російського музею, був причетний до грандіозних мозаїчних картин на фасаді Музею Олександра Суворова. У 1902 році разом з Петром Мясоєдовим в Болгарії розписував церкву-пам'ятник Різдва Христового — комплекс, присвячений героям оборони Шипки. Під час цієї поїздки йому вдалося побувати в Туреччині та Греції, оглянути визначні пам'ятки світової культури.
Протягом 1907—1909 років навчався у Петербурзькій академії мистецтв, був учнем Дмитра Кардовського, а згодом Франца Рубо. 1908 року працював у садибі Олексія Аракчеєва в селі Грузиному, де дуже застудився й тяжко захворів. Після перенесеного гнійного плевриту лікарі рекомендували йому
здійснити поїздку на південь. В той час Полтава готувалась до відзначення 200-річчя Полтавської битви й у Сампсоніївській церкві, спорудженій на полі бою, планувалися реставраційні та оздоблювальні роботи. Під керівництвом Олексія Сокіла Іван Орлов взяв участь у розписах інтер'єрів. Після завершення робіт оселився в Полтаві, затримавшись тут до 1915 року. Повернувся до Санкт-Петербурга у час, коли йшла Перша світова війна. Військову повинність відбував, працюючи слюсарем в майстернях Училища дальнього плавання.
У 1918 році повернувся до Полтави. У 1923—1927 роках працював декоратором у міському театрі; у 1927—1930 роках викладав малювання у трудових школах; у 1930—1941 та 1944—1947 роках викладав у Полтавському інституті інженерів сільськогосподарського будівництва; у 1947—1949 роках — у Кременчуцькому художньо-ремісничому училищі. Помер у Полтаві 10 вересня 1950 року.

## Творчість
Працював у галузі станкового живопису, писав портрети, пейзажі, натюрморти. Серед робіт:
композиційні портрети
- «Мати з дочкою» (перша половина 1920-х; Полтавський художній музей);
- «Перед іспитами. Портрет дочки» (1940);
- «Автопортрет» (1946);
- «Дружина» (1948);

пейзажі
- «Село Стасі» (1930);
- «Дніпро» (1940);
- «Краєвид із соняшниками» (1940);
- «Сонячний парк у Полтаві» (1940);

натюрморти
- «Бузок» (1944);
- «Натюрморт із овочами і фруктами» (1944);
- «Натюрморт із грибами» (1945).

Учасник виставок у Полтаві у 1919–1947 роках, Москві у 1926 році, Харкові у 1929–1939 роках, містах Донбасу у 1929, 1931 роках, Києві у 1931, 1941 роках. Персональна виставка відбулася у Полтаві у 1939 році.